# 林采正
林 采正（イム・チェジョン、朝鮮語: 임채정、1941年5月14日 - ）は、大韓民国の政治家、ジャーナリスト。第14・15・16・17代大韓民国国会議員、第17代国会後半期の国会議長。本貫は羅州林氏。キリスト教徒。

## 生涯
1941年、日本統治時代の朝鮮の全羅南道羅州郡で生まれた。光州第一高等学校および高麗大学校法科大学を卒業した後、1969年から1975年まで東亜日報記者として勤めた。記者として勤めていた途中、1975年、当時大統領であった朴正熙の維新体制に反発し、東亜日報の自由言論守護闘争委員会を組織し、常任委員として活動していたため、記者職から解雇された。その後、韓国の民主化運動に参加して民主活動家になり、ハンギョレ新聞の創刊発起人、民主統一民衆運動連合常任委員長、民主憲法争取国民運動本部実行委員を務めた。
1988年の第13代総選挙を控え、金大中の平和民主党に入党し、ソウル特別市蘆原区乙選挙区に出馬したが、新民主共和党所属の金鎔采に押されて落選した。4年後に実施された第14代総選挙でも同一選挙区から出馬したが、相手候補との得票数の差は微々たるもので、林はこれによって大法院に選挙不服訴訟を提起して再集計を求め、軍入隊者投票箱のうち開票が100票を間違えたということが発覚したため初当選した。以後、第17代総選挙まで同選挙区で4回当選した。
2002年の大統領選挙以後の盧武鉉当選者側の大統領職引継委員長、第17代国会前半期の統一外交通商委員長を歴任し、党員としては2005年にヨルリン・ウリ党の党議長を務めた。第17代国会後半の2006年から2008年まで国会議長職を務め、在野の民主運動家出身の初の立法府首長となった。歴代国会議長の当選回数は通常5回以上だったが、林は当選4回にもかかわらず、異例に国会議長職に上がった点が話題になった。その後、金大中政権以来の韓国国会の慣例に従って、第17代国会の任期満了と同時に政界を引退した。
政界引退後、民主党系政党の常任顧問に委嘱され活動しており、2019年に韓国棋院の総裁職も務めた。なお、韓国の元国会議長は国立墓地設置法などに基づき、前職国家指導者の資格で死後国立墓地に埋葬される特恵があるため、林はこの恩恵を受けて、死後国立墓地に埋葬される権利を持っている。